# Manoir du Houguet
Le manoir du Houguet est une ancienne demeure fortifiée, de la fin du XVIe siècle, qui se dresse sur le territoire de la commune française de Réville, dans le département de la Manche, en région Normandie. Il fut le centre de la seigneurie du Houguet.

## Localisation
Le manoir du Houguet est situé au hameau éponyme, à 2,8 kilomètres au nord-est du bourg de Réville, dans le département français de la Manche.

## Historique
On doit son édification à la famille Mangon, qui achetèrent le domaine à la fin du XVIe siècle. C'est probablement Pierre Mangon, fils de Michel Mangon qui était l'acquéreur des lettres d’anoblissements, qui est le constructeur du manoir. Dès 1630, les Mangon du Houguet qui résident le plus souvent à Valognes confient le Houguet à des fermiers. Pierre Mangon du Houguet (1632-1705), leur descendant, né à Réville au manoir, vicomte et capitaine de Valognes est l'un des premiers historiens du Cotentin. En 1657, il épouse Charlotte Le Roux, et, le 4 mai 1692, aux prémices de la bataille de la Hougue, qu'il relatera, craignant un débarquement des Anglais sur ses terres et le pillage de sa demeure, il installe un attirail d'armes et de piques avec dix hommes armés, mousquet sur l'épaule. Un de leurs enfants, Jean-Pierre Mangon, sera curé de Saint-Germain-de-Varreville.
Dans les dernières années de l'Ancien Régime, c'est à la ferme du Houguet que fut élevé Bon-Henry Onfroy (1777-1857), le fils du fermier, qui sera ordonné prêtre en 1806 avant de fonder en 1823, la Trappe de Bricquebec.
Dès 1860, Bon Jacques François Noël († 1890), prendra à son compte les terres du manoir, sur lesquelles il améliora la race Normande.

## Description
Le manoir a manifestement été construit au XVIe siècle,. Il arbore une tourelle et un escalier extérieur, deux tourelles de défense et s'éclaire par des fenêtres à meneaux (chanfreinés ou moulurés). À l'origine on accédait à la ferme-manoir par une unique entrée située à l'est après avoir franchi une double porte toujours visible inscrite entre deux communs qui débouchait sur une très vaste cour.
La maison manable a été construite en deux campagnes. À gauche elle est bâtie en pierre de taille et couverte d'une toiture en schiste Elle comprend une tour ronde semi-engagée dans la façade qui a conservé deux éguets jumeaux, des fenêtres avec accolade, la lucarne, le fronton semi-circulaire de lucarne, replacé au haut de l'escalier, les épis de faîtage, une grande ouverture à meneaux et un escalier extérieur desservant une grande salle bâtie sur un rez-de-chaussée relativement bas de plafond. Elle est un bon exemple de logis Renaissance à étage noble selon une disposition fréquente en Cotentin. La partie droite, légèrement moins élevée, est construite en moellons.